# Jürgen Hingsen
Jürgen Hingsen (né le 25 janvier 1958 à Duisbourg) est un athlète allemand spécialiste du décathlon. Concourant sous les couleurs de la République fédérale d'Allemagne dès la fin des années 1970, il établit trois records du monde de la discipline de 1982 à 1984 mais ne parvient pas à remporter un titre international majeur en s'inclinant à chaque fois face au Britannique Daley Thompson.

## Biographie
Il fait ses débuts sur la scène internationale en 1977 en se classant troisième des Championnats d'Europe juniors de Donetsk dans un concours remporté par le Britannique Daley Thompson. Privé des Jeux olympiques de 1980 à la suite du boycott de l'Allemagne de l'Ouest, il se distingue lors de la saison 1982 en remportant son premier titre national du décathlon, à Ulm le 15 août 1982, et en établissant un nouveau record du monde de la discipline avec 8 723 points (8 741 pts à la table actuelle), améliorant ainsi de 21 pts l'ancien record mondial de Daley Thompson établi six mois plus tôt. Il participe quelques jours plus tard aux Championnats d'Europe d'Athènes où il décroche la médaille d'argent (8 517 pts), s'inclinant largement face à Daley Thompson, qui redevient recordman mondial avec 8 743 pts.
La rivalité entre les deux athlètes se poursuit en 1983. Les 5 et 6 juin à Filderstadt, Jürgen Hingsen porte le record du monde à 8 779 pts (8 825 pts à la table actuelle). Début août à Helsinki, lors des Championnats du monde inauguraux, dans de mauvaises conditions atmosphériques, l'Allemand monte sur la deuxième marche du podium en signant un total de 8 561 pts, s'inclinant de nouveau face à Daley Thompson.
Le 9 juin 1984, à Mannheim, l'Allemand améliore de 19 pts son propre record mondial pour le porter à 8 798 pts (8 832 pts à la table actuelle), mais il est devancé une nouvelle fois par Daley Thompson lors des Jeux olympiques de Los Angeles avec 8 673 pts, le Britannique égalant son record du monde avec 8 798 pts.
Absent des pistes en 1985, Jürgen Hingsen décroche une nouvelle médaille d'argent continentale en 1986 à l'occasion des Championnats d'Europe de Stuttgart. Auteur de 8 730 pts, il subit son quatrième revers consécutif en quatre compétitions internationales majeures face à Daley Thompson qui remporte le titre avec 8 811 pts.

## Palmarès
| Date | Compétition           | Lieu        | Résultat | Performance |
| ---- | --------------------- | ----------- | -------- | ----------- |
| 1982 | Championnats d'Europe | Athènes     | 2e       | 8 517 pts   |
| 1983 | Championnats du monde | Helsinki    | 2e       | 8 561 pts   |
| 1984 | Jeux olympiques       | Los Angeles | 2e       | 8 673 pts   |
| 1986 | Championnats d'Europe | Stuttgart   | 2e       | 8 730 pts   |

## Records

### Records du monde battus
- 8 723 pts (8 741 pts à la table actuelle) le 15 août 1982 à Ulm (amélioration du record du monde de Daley Thompson)
- 8 779 pts (8 825 pts) le 5 juin 1983 à Filderstadt (amélioration du record du monde de Daley Thompson)
- 8 798 pts (8 832 pts) le 9 juin 1984 à Mannheim (amélioration de son propre record du monde, sera battu par Daley Thompson le 9 août 1984)

### Records personnels
| Épreuve           | Performance   | Lieu     | Date        |
| ----------------- | ------------- | -------- | ----------- |
| 100 m             | 10 s 91       |          |             |
| Saut en longueur  | 7,92 m        |          |             |
| Lancer du poids   | 16,57 m       |          |             |
| Saut en hauteur   | 2,15 m        |          |             |
| 400 m             | 47 s 65       |          |             |
| 110 m haies       | 14 s 07       |          |             |
| Lancer du disque  | 50,82 m       |          |             |
| Saut à la perche  | 4,90 m        |          |             |
| Lancer du javelot | 64,38 m       |          |             |
| 1 500 m           | 4 min 15 s 13 |          |             |
| Décathlon         | 8 832 pts     | Mannheim | 9 juin 1984 |